# Gran Premio Ayuntamiento de Ispáster
El Gran Premio Ayuntamiento de Ispáster (oficialmente: Ispasterko Udala Sari Nagusia) es una carrera ciclista de ciclocrós española que se disputa en la localidad vizcaína de Ispáster, habitualmente el tercer o cuarto domingo de enero (cerrando la temporada de ciclocrós en España) aunque también se ha llegado a disputar en diciembre.
Se creó en 1990 y hasta 2000 fue amateur. Desde el 2001 comenzó a ser profesional en la categoría C2 que desde el 2005 comenzó a ser la última categoría del profesionalismo.
Está organizada por Ipargorri Kirol Elkartea.
El gran dominador de la prueba ha sido David Seco con 5 triunfos.

## Palmarés
En amarillo: edición amateur.
| Año  | Ganador               | Segundo              | Tercero             |
| ---- | --------------------- | -------------------- | ------------------- |
| 1990 | Francisco José Plá    | Bandera de ?         | Bandera de ?        |
| 1991 | José Ramón Izaguirre  | Bandera de ?         | Bandera de ?        |
| 1992 | Francisco José Plá    | Bandera de ?         | Bandera de ?        |
| 1993 | Íñigo Igartua         | Bandera de ?         | Bandera de ?        |
| 1994 | José Ramón Izaguirre  | Francisco José Pla   | Juan Antonio Cortés |
| 1995 | Jokin Mujika          | Bandera de ?         | Bandera de ?        |
| 1996 | Mikel Artetxe         | Bandera de ?         | Bandera de ?        |
| 1997 | Abel Maceira          | David Seco           | Iñaki Cendrero      |
| 1998 | David Seco            | Francisco José Pla   | Mikel Artetxe       |
| 1999 | David Seco            | Igor Beristain       | Davis Salas         |
| 2000 | Francisco José Pla    | Bandera de ?         | Bandera de ?        |
| 2001 | Christophe Morel      | Arnaud Labbe         | David Seco          |
| 2002 | Daniele Pontoni       | David Seco           | Bandera de ?        |
| 2003 | David Seco            | Christophe Morel     | Arnaud Labbe        |
| 2004 | David Seco            | Arnaud Labbe         | Zugaitz Ayuso       |
| 2005 | Wesley Van Der Linden | Jiří Pospíšil        | Maroš Kováč         |
| 2006 | David Seco            | Isaac Suárez         | Loïc Herbreteau     |
| 2007 | Arnaud Labbe          | Isaac Suárez         | Milan Barényi       |
| 2008 | Wesley Van Der Linden | José Antonio Hermida | Unai Yus            |
| 2009 | Isaac Suárez          | Egoitz Murgoitio     | Tino Zaballa        |
| 2010 | Arnaud Labbe          | Tino Zaballa         | Isaac Suárez        |
| 2011 | Egoitz Murgoitio      | Aitor Hernández      | Ben Berden          |
| 2012 | Egoitz Murgoitio      | Aitor Hernández      | Rubén Ruzafa        |
| 2013 | Aitor Hernández       | Jonathan Lastra      | Vinnie Braet        |
| 2014 | Jim Aernouts          | Vinnie Braet         | Aitor Hernández     |

## Palmarés por países
| País    | Victorias |
| ------- | --------- |
| España  | 17        |
| Francia | 3         |
| Bélgica | 3         |
| Italia  | 1         |